# Pandalus tridens
Pandalus tridens är en kräftdjursart som beskrevs av M. J. Rathbun 1902. Pandalus tridens ingår i släktet Pandalus och familjen Pandalidae. Inga underarter finns listade i Catalogue of Life.